# Charcas (метеорит)
Charcas (рус. Ча́ркас, известен также под названиями Catorce, Catorze, Descubridora, Poblazon) — железный метеорит массой 1,4 тонны.
Найден в 1804 году в Мексике, провинция Сан-Луис-Потоси. Образцы метеорита хранятся в различных коллекциях, в том числе в Метеоритной коллекции Российской академии наук.

## История
Метеорит Charcas (экземпляр массой 780 кг, перевезённый в 1866 г. во Францию как подарок Наполеону III) был впервые описан в 1804 году Зоннешмидом (Sonneschmid). Он был обнаружен в углу церковного двора в городке Чаркас (центральная Мексика), куда, по рассказам местных жителей, был привезён из владения Сан-Хосе дель Ситио (San José del Sitio) в 12 лигах от Чаркаса; в том месте якобы лежали ещё несколько подобных масс, включённых в известняк. Точное место с этим названием не было установлено, однако именно в этом районе были найдены железные метеориты Catorce (или Catorze, 41,5 кг, найден шахтёром в 1885 г.) и Descubridora (576 кг, найден предположительно в 1780-1783 гг., использовался как фундамент для машины, дробившей серебряную руду, впервые описан в 1855 г., хранится в Мехико). Общая природа этих экземпляров была доказана лишь в XX веке. В литературе упоминается также утраченный фрагмент массой 10-12 фунтов (ок. 5 кг). В отверстии одного из фрагментов (Catorce) найден обломок (2,2х3,3х1,4 см) сильно окисленного медного долота, какие использовались индейцами до прибытия в Мексику европейцев; это позволяет предположить, что метеорит упал много веков назад.
Наиболее крупный экземпляр метеорита представляет собой усечённую треугольную пирамиду со сглаженными краями, высотой 1 м, длиной 47 см и шириной 37 см. Экземпляр из Catorze, хранящийся в Вене, имеет размеры 31,5×34,5×20 см.